# Khün
Le khün ou taï khün, est une langue taï-kadaï, parlée dans l'État Shan, dans l'ouest de la Birmanie.

## Classification
Le khün est une langue taï. Il est parfois classé comme un dialecte du shan.

## Répartition géographique
Les khün vivent dans l'Est de l'État Shan, autour de la ville de Kengtung. Quelques milliers de membres de l'ethnie sont présents en Chine.

## Sources
- (en) David Bradley, 2007, East and Southeast Asia dans christopher Moseley (éditeur) Encyclopedia of the world’s endangered languages, pp. 349-424, Milton Park, Routledge.